# جوليوس ويسه نة
جوليوس ويسه نة (بالإنجليزية: Julius Wesseh Nah)‏ (1 ديسمبر 1988 في ليبيريا - ) هو لاعب كرة قدم ليبيري في مركز الوسط. لعب مع نادي زيسكو يونايتد ومايتي بارولي ‏.